# رامي فؤاد
رامي فؤاد هو ممثل مصري وُلد في الأول من يناير عام 1981 وتخرج من قسم التمثيل والإخراج بالمعهد العالي للفنون المسرحية في عام 2004، وشارك بالتمثيل في العديد من الأفلام السينمائية والأعمال التليفزيونية وكان أحد أبطال الجزأين الأول والثاني من مسلسل شباب أون لاين للمخرجة هالة خليل. وهو ابن خالة مي عز الدين 

## مسيرته المهنية
بدأ رامي فؤاد حياته المهنية عام 2002 أثناء دراسته في قسم التمثيل والإخراج بالمعهد العالي للفنون المسرحية فكان أحد أبطال مسلسل «شباب أون لاين» بجزأيه، ثُم شارك بعد تخرجه من المعهد في عام 2004 في أول دور له في فيلم سينمائي وهو فيلم «حالة حب» ثُم توالت مُشاركاته في السينما والتليفزيون فشارك في عدد من الأفلام السينمائية والأعمال التليفزيونية، والتي كان من أبرزها دوره في فيلم «زكي شان» الذي عُرض في عام 2005، ودوره في مسلسل «خيط حرير» الذي عُرض في عام 2020.

## أعماله
| سنة العرض | اسم العمل                    | نوع العمل | الدور         |
| --------- | ---------------------------- | --------- | ------------- |
| 2020      | خيط حرير                     | مسلسل     | فهمي          |
| 2020      | البرنسيسة بيسة               | مسلسل     | المدرس        |
| 2018      | رسايل                        | مسلسل     | رامي          |
| 2007      | عجميستا                      | فيلم      | عمران         |
| 2006      | ملك وكتابة                   | فيلم      | رامي          |
| 2005      | زكي شان                      | فيلم      | سيد           |
| 2004      | بحب السيما                   | فيلم      | الطالب الفقير |
| 2004      | حالة حب                      | فيلم      | حسام          |
| 2004      | لقاء على الهواء              | مسلسل     | ولعة          |
| 2003      | شباب أون لاين (الجزء الثاني) | مسلسل     | شاكر          |
| 2002      | شباب أون لاين (الجزء الأول)  | مسلسل     | شاكر          |

## روابط خارجية
- صفحة الممثل على موقع قاعدة بيانات الأفلام العربية